# Política de visas de Guinea Ecuatorial

Políticas de visas de Guinea Ecuatorial

Todos los visitantes a Guinea Ecuatorial, a menos que provengan de uno de los países exentos de visa mencionados a continuación, deben obtener una visa de una de las misiones diplomáticas de Guinea Ecuatorial antes de su llegada.

## Mapa de la política de visas

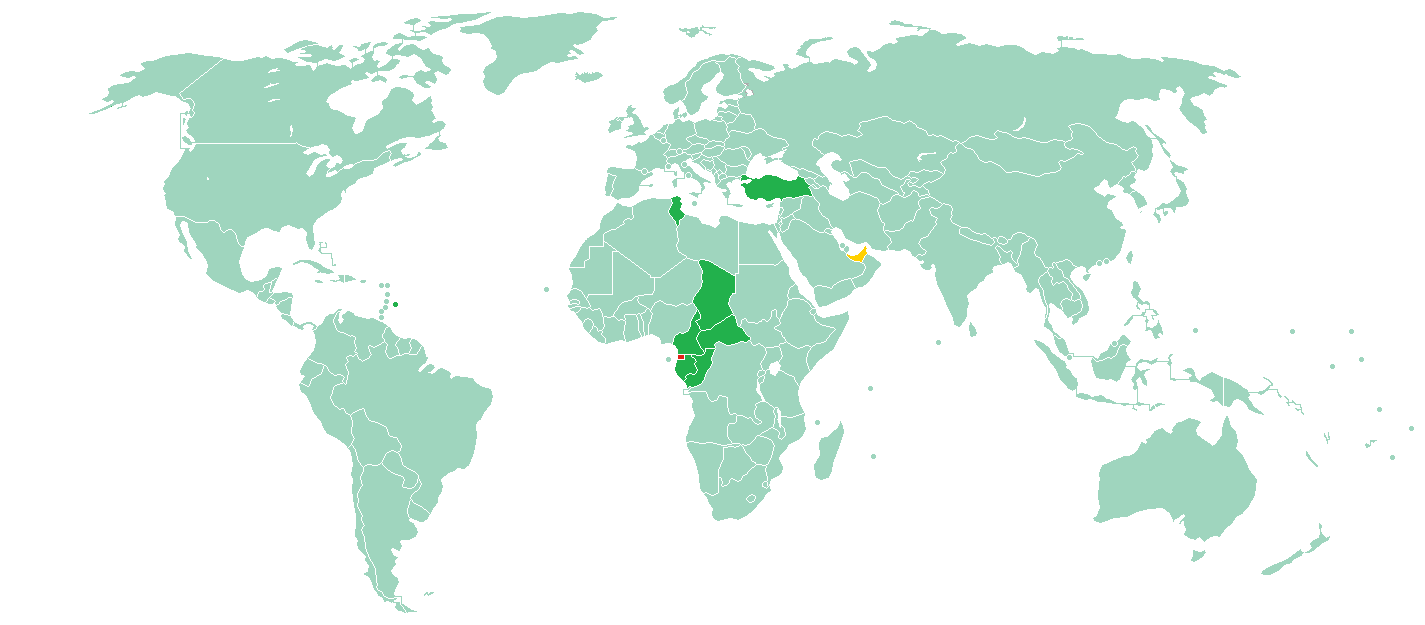
Política de visas de Guinea Ecuatorial
Guinea Ecuatorial
Visa no requerida
Visa a la llegada o eVisa
eVisa

## Exención de visa
Los ciudadanos de los siguientes países pueden visitar Guinea Ecuatorial sin visa:
| - Barbados - Túnez (30 días) - Turquía (90 días) CEEAC países con cédula de identidad o pasaporte biométrico: - Camerún - República Centroafricana - Chad - República del Congo - Gabón |

1 – No aplica para pasaportes de emergencia
| Fecha de cambios de visa                                                                            |
| --------------------------------------------------------------------------------------------------- |
| - 17 de octubre de 2017: países de la CEMAC: Camerún, República Centroafricana, Chad, Congo y Gabón |

Los ciudadanos de otros países requieren una visa para todos los efectos, incluido el tránsito.
Asimismo, los titulares de pasaportes diplomáticos, oficiales o de servicio emitidos a nacionales de Brasil, China, Cuba, Marruecos y Emiratos Árabes Unidos no requieren visado para Guinea Ecuatorial. El acuerdo de exención de visa para titulares de pasaportes diplomáticos y de servicio se firmó con Indonesia en agosto de 2019 pero aún no ha entrado en vigor.
- Serbia y Guinea Ecuatorial firmaron un acuerdo de abolición de visas para pasaportes diplomáticos y de servicio el 10 de febrero de 2022.

## Visa a la llegada
Ciudadanos de Los Emiratos Árabes Unidos con pasaportes normales pueden obtener una visa a la llegada.

## eVisa
Guinea Ecuatorial introdujo el sistema eVisa a partir del 1 de julio de 2023.
Pueden presentar su solicitud personas de todas las nacionalidades y la tarifa de procesamiento es de $75.